# Sven Nordqvist
Sven Otto Rickard Nordqvist (ur. 30 kwietnia 1946 w Helsingborgu) – szwedzki autor i ilustrator książek dla dzieci. Znany z serii o Pettsonie i Findusie oraz ilustracji do serii książek o Mamie Mu i Panu Wronie.

## Życiorys
Urodził się w Helsingborgu i dorastał w Halmstad w Szwecji. Początkowo chciał zostać ilustratorem, ale został odrzucony przez kilka szkół artystycznych. Zamiast tego studiował architekturę w Instytucie Technologii w Lund i przez pewien czas pracował tam jako wykładowca architektury. Jednocześnie nadal szukał pracy jako ilustrator, pracując nad reklamami, plakatami i książkami obrazkowymi. W 1983 zdobył pierwszą nagrodę w konkursie książek dla dzieci i podjął pracę wyłącznie jako autor i ilustrator książek dla dzieci.
Jest żonaty i ma dwóch dorosłych synów.
W trakcie swojej kariery otrzymał nagrody zarówno w Szwecji, jak i w Niemczech. Jego książki Pettson i Findus są szczególnie popularne w Niemczech, gdzie bohaterowie są znani jako Pettersson i Findus. W języku duńskim nazywani są Peddersen i Findus, w języku norweskim – Pettersen i Findus, w języku fińskim – Pesonen i Viiru, a w języku angielskim – Festus i Mercury, chociaż istnieją angielskie tłumaczenia książek z zachowanymi oryginalnymi nazwami. Pettson i Findus został zaadaptowany na potrzeby telewizji w 1999.
W 2007 zdobył nagrodę Augusta w kategorii książek dla dzieci za książkę Var är min syster? („Gdzie jest moja siostra?”). 

## Książki autorskie
| L.p. | Tytuł polski                 | Tytuł oryginalny                  | Tłumaczenie         | Rok pierwszego wydania w Szwecji | Rok pierwszego wydania w Polsce | Wydawca                   |
| ---- | ---------------------------- | --------------------------------- | ------------------- | -------------------------------- | ------------------------------- | ------------------------- |
| 1    | Tort urodzinowy              | Pannkakstårtan                    | Barbara Hołderna    | 1984                             | 2006                            | Wydawnictwo Media Rodzina |
| 2    | Biedny Pettson               | Stackars Pettson                  | Barbara Hołderna    | 1987                             | 2009                            | Wydawnictwo Media Rodzina |
| 3    | Goście na Boże Narodzenie    | Pettson får julbesök              | Barbara Hołderna    | 1988                             | 2007                            | Wydawnictwo Media Rodzina |
| 4    | Pettson na biwaku            | Pettson tältar                    | Barbara Hołderna    | 1992                             | 2010                            | Wydawnictwo Media Rodzina |
| 5    | Niezwykły Święty Mikołaj     | Tomtemaskinen                     | Magdalena Landowska | 1994                             | 2012                            | Wydawnictwo Media Rodzina |
| 6    | Minuta koguta                | Tuppens minut                     | Barbara Hołderna    | 1996                             | 2009                            | Wydawnictwo Media Rodzina |
| 7    | Kiedy mały Findus się zgubił | När Findus var liten och försvann | Barbara Hołderna    | 2001                             | 2006                            | Wydawnictwo Media Rodzina |
| 8    | Findus się wyprowadza        | Findus flyttar ut                 | Magdalena Landowska | 2012                             | 2013                            | Wydawnictwo Media Rodzina |
| 9    | Poznaj Pettsona i Findusa    | Känner du Pettson och Findus?     | Magdalena Landowska | 2014                             | 2015                            | Wydawnictwo Media Rodzina |

## Książki zilustrowane przez Svena Nordqvista
| L.p. | Tytuł polski                        | Tytuł oryginalny               | Autor                              | Tłumaczenie              | Rok pierwszego wydania w Szwecji | Rok pierwszego wydania w Polsce | Wydawnictwo             |
| ---- | ----------------------------------- | ------------------------------ | ---------------------------------- | ------------------------ | -------------------------------- | ------------------------------- | ----------------------- |
| 1    | Mama Mu na huśtawce                 | Mamma Mu gungar                | Jujja Wieslander, Tomas Wieslander | Michał Wronek-Piotrowski | 1993                             | 2007                            | Wydawnictwo Zakamarki   |
| 2    | Mama Mu na sankach                  | Mamma Mu åker bobb             | Jujja Wieslander, Tomas Wieslander | Michał Wronek-Piotrowski | 1994                             | 2007                            | Wydawnictwo Zakamarki   |
| 3    | Mama Mu sprząta                     | Mamma Mu städar                | Jujja Wieslander, Tomas Wieslander | Michał Wronek-Piotrowski | 1997                             | 2008                            | Wydawnictwo Zakamarki   |
| 4    | Mama Mu buduje                      | Mamma Mu bygger koja           | Jujja Wieslander, Tomas Wieslander | Michał Wronek-Piotrowski | 1995                             | 2008                            | Wydawnictwo Zakamarki   |
| 5    | Mama Mu nabija sobie guza           | Mamma Mu får ett sår           | Jujja Wieslander                   | Michał Wronek-Piotrowski | 2006                             | 2009                            | Wydawnictwo Zakamarki   |
| 6    | Mama Mu na rowerze i inne historie  | Mamma Mu och Kråkan            | Jujja Wieslander, Tomas Wieslander | Michał Wronek-Piotrowski | 1991                             | 2011                            | Wydawnictwo Zakamarki   |
| 7    | Mama Mu czyta                       | Mamma Mu laser                 | Jujja Wieslander                   | Michał Wronek-Piotrowski | 2011                             | 2012                            | Wydawnictwo Zakamarki   |
| 8    | Statek Noego                        | Noas skib                      | Sally Altschuler                   | Bogusława Sochańska      | 2012                             | 2012                            | Wydawnictwo Czarna Owca |
| 9    | Mama Mu na drzewie i inne historie  | Mamma Mu klättrar i träd       | Jujja Wieslander                   | Michał Wronek-Piotrowski | 2005                             | 2013                            | Wydawnictwo Zakamarki   |
| 10   | Wigilia Mamy Mu i Pana Wrony        | Mamma Mu och Kråkans jul       | Jujja Wieslander                   | Michał Wronek-Piotrowski | 2008                             | 2014                            | Wydawnictwo Zakamarki   |
| 11   | Mama Mu na wycieczce i inne komiksy | Mamma Mu och Kråkan på utflykt | Jujja Wieslander                   | Michał Wronek-Piotrowski | 2016                             | 2017                            | Wydawnictwo Zakamarki   |
| 12   | Mama Mu na zjeżdżalni               | Mamma Mu åker rutschkana       | Jujja Wieslander                   | Michał Wronek-Piotrowski | 2003                             | 2019                            | Wydawnictwo Zakamarki   |